# Billy Vera
Billy Vera, rodným jménem William Patrick McCord (* 28. května 1944 Riverside, Kalifornie), je americký zpěvák, skladatel, herec, autor a hudební historik.
Byl zpěvákem a skladatelem od šedesátých let. Jeho nejúspěšnější nahrávka je At This Moment, hit č.1 v USA v roce 1987. Pokračuje ve skupině Billy Vera & The Beaters a v roce 2013 získal cenu Grammy.

## Život a kariéra
Vera se narodil v Riverside v Kalifornii a je synem rozhlasového a televizního zpravodaje Billa McCorda. Jeho matka, zpěvačka Ann Ryan, byla členkou Ray Charles Singers, kteří doprovázeli Perryho Como v jeho televizním pořadu a jeho hitových nahrávkách.
Svou nahrávací kariéru začal v roce 1962 jako člen Resolutions, následovaný regionálním hitem "My Heart Cries" / "All My Love" jako Billy Vera & the Contrasts. V šedesátých letech pokračoval ve skladatelské kariéře, psal pro Barbaru Lewisovou, Fats Domino, The Shirelles a Ricky Nelsona. Také napsal klasiku garage band "Don't Look Back", kterou hráli Remains a později přezpíval Robert Plant.
V roce 1967 Vera, spolu s Chip Taylorem, napsal "Storybook Children" a přinesl to do Atlantic Records. Průlomové rozhodnutí umístit bývalou gospelovou zpěvačku Judy Clay s Verou v bílo-černém duetu, aby bylo možné nahrát píseň, bylo komerčně a umělecky úspěšné. Duo se stalo velkým favoritelem v Harlemském Divadle Apollo a jejich následné "Country Girl-City Man" také bodovalo. Napsal také sólový hit v témže roce pro Bobby Goldsboro "With Pen in Hand", který dal jméno jeho dalšímu albu.

## Diskografie

### Alba
- Storybook Children (with Judy Clay, Atlantic, 1968)
- With Pen In Hand (Atlantic, 1968)
- Out Of The Darkness (Midsong International, 1977)
- Billy & the Beaters (Alfa, 1981) (US #118)
- Billy Vera (Alfa, 1982)
- The Billy Vera Album (Macola, 1977 - re-released 1987)
- By Request: The Best of Billy Vera and the Beaters (Rhino, 1987) (US #17, CAN #13)
- Retro Nuevo (Billy & the Beaters, Capitol, 1988)
- You Have To Cry Sometime (with Nona Hendryx, Shanachie, 1992)
- Out of the Darkness (Unidisc, 1994)
- Oh What a Night (Billy & the Beaters, Pool Party, 1996)
- Not For Sale (Billy Vera, Chance, 1999)
- Something Like Nothing Before (Classic World Productions, 2002)
- At This Moment: A Retrospective (Varese-Sarabande, 2002)
- Hopeless Romantic: The Best of Billy Vera & the Beaters (Shout! Factory, 2008)
- The Billy Vera Story (Rock Beat, 2011)
- Big Band Jazz (Billy Vera, Varese-Sarabande, 2015)

### Singly
- I Can Take Care of Myself (1981)
- At This Moment (1981; 1986)
- Baby All My Life

## Ocenění
Má svou hvězdu na Hollywood Walk of Fame.

## Vybraná filmografie
- [1]Room with a View (2014)
- Dancing at the Harvest Moon (2002)
- Time of Fear (2002)
- Ragin' Cajun (1990)
- Keeper of the City (1991)